# Ana Díaz
Ana Díaz fue la única mujer con derechos de "vecina" que integró el grupo que fundó la actual Buenos Aires, realizada por la expedición de Juan de Garay, en 1580. La población inicial de Buenos Aires también incluyó a las familias de unos 200 indígenas guaraníes y 64 varones con derechos de vecindad provenientes de Paraguay, varios de ellos acompañados por sus esposas e hijos.

## Biografía
Era nacida en Asunción del Paraguay, hija del gallego Mateo Díaz (llegado a estas tierras con la expedición del adelantado Alvar Núñez Cabeza de Vaca). Su madre se llamaba Savé, una mujer de la tribu de los payaguáes (rivales de los guaraníes) que había sido tomada como cautiva por otro expedicionario y, en Asunción, la puso como premio de un juego de dados que ganó Mateo Díaz. Dos años después de haber parido a Ana, Savé se fue con un hombre de su raza tras un ataque de los payaguáes a aquella ciudad. Unos años más tarde Mateo murió y Ana quedó a cargo de un tutor quien luego traspasó los bienes de Ana a un tal Rafael Forel, su primera pareja, luego fallecido en un combate. Más tarde, se juntó con Pedro Isbrán, otro hombre de Asunción, y también quedó viuda. Afirman que antes tuvieron una hija llamada Felipa.

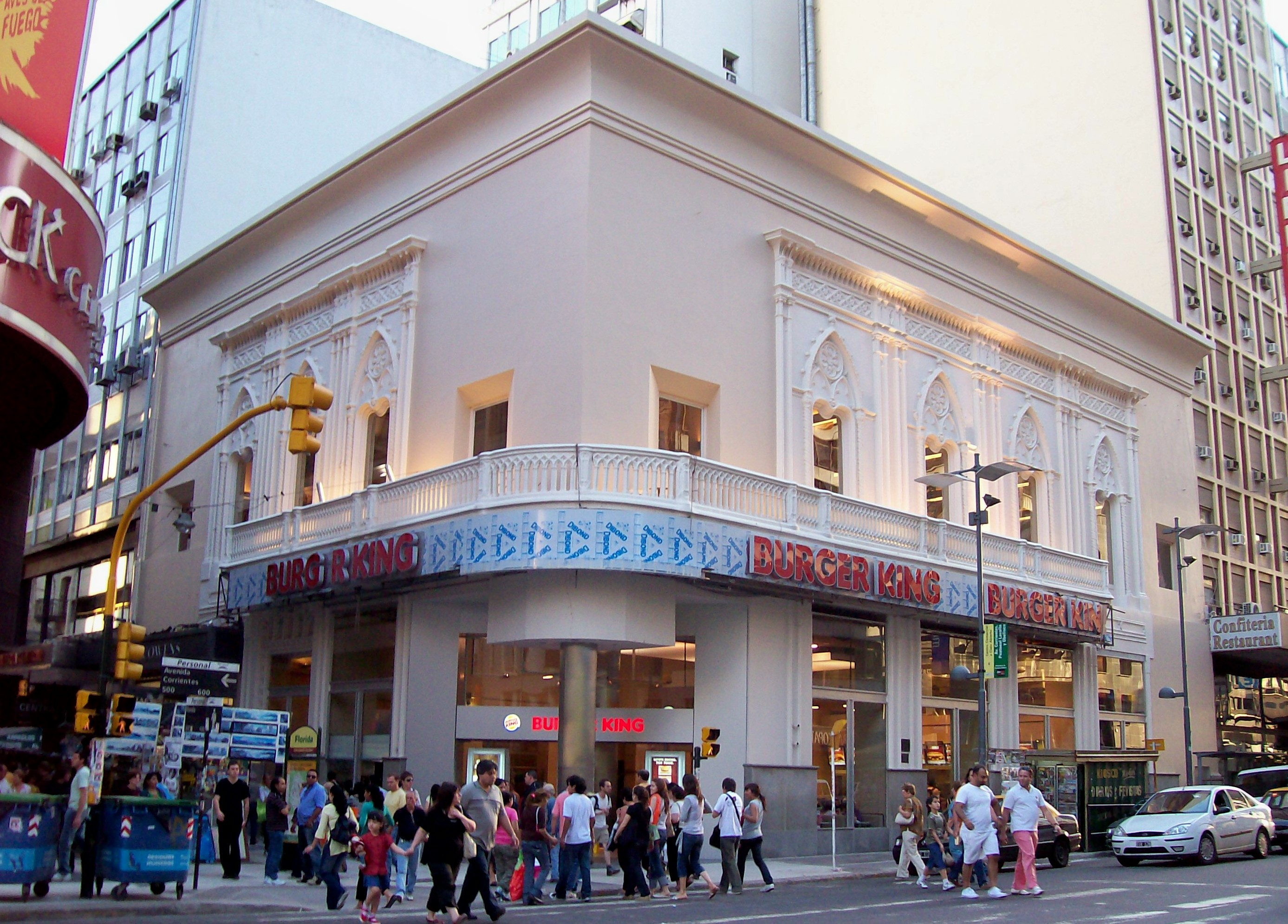
Solar en donde vivió Ana Díaz.

Cuando Juan de Garay convocó para ir a fundar una ciudad-puerto a orillas del Río de la Plata, ella pugnó por ser de la partida. Garay había dicho que en la primera etapa no habría mujeres en su expedición, pero ella insistió tanto con su vocación de ser fundadora de la nueva ciudad, que integró la delegación de 54 “nacidos en tierra” (como se conocía entonces a los americanos) y diez españoles. Zarparon en marzo de 1580 en la carabela San Cristóbal de la Buenaventura y en varios bergantines y embarcaciones menores. Un mes antes, por tierra, había salido otro grupo con vacunos y caballos.
Ya en el sitio fundacional de Buenos Aires, el adelantado, al repartir terrenos entre 232 beneficiarios, incluyó entre estos a los fundadores. De esta manera, Ana se convirtió en la primera mujer propietaria de un solar en la ciudad. A ella le tocó el solar número 87, el cual medía, como la mayoría, 300 varas (252 m). Parte de él se encontraba sobre la actual esquina sudoeste de Florida y la avenida Corrientes, donde una placa la recuerda hoy día, sobre la avenida, con este texto:

Ana Díaz, Acompañó a los "Mancebos de la tierra", en la expedición de Juan de Garay, y en este solar se le adjudicó en 1583,  1/4 de manzana, como participante en la fundación de Buenos Aires. Homenaje de las mujeres paraguayas integrantes del Instituto Femenino de investigaciones Históricas y del Club del Libro n° 1 de la Asunción. 1971.

Se casó en Buenos Aires con el mestizo Juan Martín, quien era el propietario del terreno lindante y había llegado también en la expedición fundadora.
Garay llamó Valle de Santa Ana al partido de las Conchas, hoy Tigre, en honor a Ana Díaz. Una calle y una estación del Premetro de Buenos Aires, en la intersección de las avenidas Larrazábal y Cruz, llevan también su nombre.

## Menciones en obras
La presencia de Ana Díaz quedó documentada en la obra pictórica Fundación de Buenos Aires, que realizó el artista malagueño José Moreno Carbonero. Este cuadro, regalo del rey Alfonso XIII para el primer centenario de la Revolución de Mayo, tiene dos versiones. La primera de 1910 y una segunda producto de que en 1923 fue llevado a España y repintado, con modificaciones, por el mismo artista, por existir errores históricos en él. En esta segunda versión, mucho más precisa que la primera, puede verse junto al rollo de la Justicia, y a unos metros de Garay, la figura de Ana Díaz con un tocado azul cubriendo su cabeza, una pechera blanca y sosteniendo un pequeño crucifijo en sus manos.
Por otra parte, es protagonista en el cuarto cuento, titulado "La fundadora", del libro Misteriosa Buenos Aires, de Manuel Mujica Láinez.